# Скільки коштує Голлівуд? (фільм)
Скільки коштує Голлівуд? (англ. What Price Hollywood?) — американська драма режисера Джорджа Кьюкора 1932 року. В 1932 році фільм був номіновано на премію «Оскар» за найкраще літературне першоджерело.

## Сюжет
Офіціантка популярного серед голлівудського бомонду Мері Еванс мріє стати актрисою. І ось одного разу їй надається шанс: режисер напідпитку запрошує її в театр Грамон на завтрашню прем'єру, а після на проби актриси в його новому фільмі. Проходить вечір, на якому він представляє Мері не багато ні мало графинею, і ось ранок — проби. Але амбіцій у Мері виявляється куди більше, ніж таланту…

## У ролях
- Констанс Беннетт — Мері Еванс
- Лоуелл Шерман — Макс Кері
- Ніл Гемілтон — Лонні Борден
- Грегорі Ратофф — Джуліус Сайкс
- Брукс Бенедікт — німий
- Луїз Біверс — покоївка